# Tetraedrita-(Mn)
La tetraedrita-(Mn) és un mineral de la classe dels sulfurs que pertany al subgrup de la tetraedrita.

## Característiques
La tetraedrita-(Mn) és una sulfosal de fórmula química Cu₆(Cu₄Mn₂)Sb₄S₁₂S. Va ser aprovada com a espècie vàlida per l'Associació Mineralògica Internacional l'any 2022, i encara resta pendent de publicació. Cristal·litza en el sistema isomètric.
L'exemplar que va servir per a determinar l'espècie, el que es coneix com a material tipus, es troba conservat a les col·leccions mineralògiques del Museu Nacional de la Natura i la Ciència de Tòquio (Japó), amb el número d'espècimen: msn-m49019.

## Formació i jaciments
Va ser descoberta a la mina Teine, a localitat japonesa de Sapporo (Suboprefectura d'Ishikari, Hokkaidō), l'únic indret de tot el planeta on ha estat descrita aquesta espècie mineral.